# Stefan Schumacher
Stefan Schumacher (Nürtingen, 21 de julho de 1981) é um ciclista alemão, que participa de competições de ciclismo de estrada.

## Biografia
Ele possui como principais destaques na sua carreira as vitórias no Eneco Tour of Benelux de 2006, Amstel Gold Race de 2007 além de duas vitórias em etapas do Tour de France de 2008 e duas etapas no Giro d'Italia de 2006.
O ciclista competia pela equipe Quick Step, quando em 2009 foi demitido após doping positivo para a presença de cera, uma versão avançada de eritropoetina (EPO), durante o Tour de France de 2008 e após as Olimpíadas de Pequim.